# Abbazia di Saint-Gildas di Rhuys
L'abbazia di Saint-Gildas de Rhuys è un'antica abbazia benedettina la cui leggendaria fondazione è legata alla seconda ondata migratoria Bretone in Armorica, con l'arrivo sul continente di san Gildas. Ma la sua storia è poco conosciuta. L'interesse per questo monastero è cresciuto in quanto ha una delle chiese romaniche più belle della Bretagna.

La chiesa abbaziale è stata classificata come monumento storico dal 1840. L'Ufficio dei Monumenti Storici iscrisse vari oggetti di arredamento come monumenti storici nel 1914. 

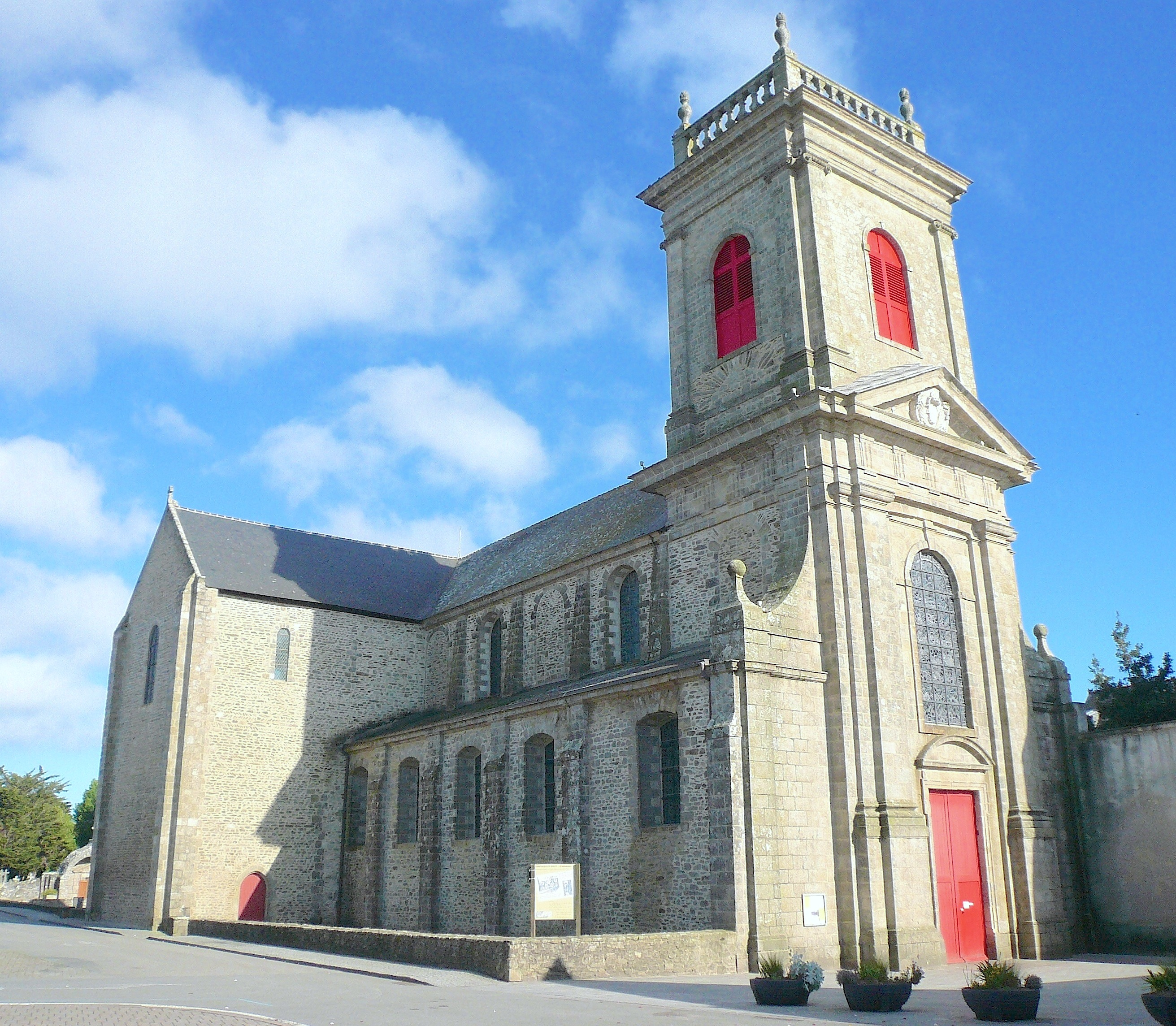
L'abbazia di Saint-Gildas-de-Rhuys.

## Sito
L'abbazia si trova nella città di Saint-Gildas-de-Rhuys, piazza Monseigneur Ropert, nel Morbihan.

## Storia
Possiamo distinguere tre periodi nella storia dell'abbazia di Rhuys:

### Primo periodo

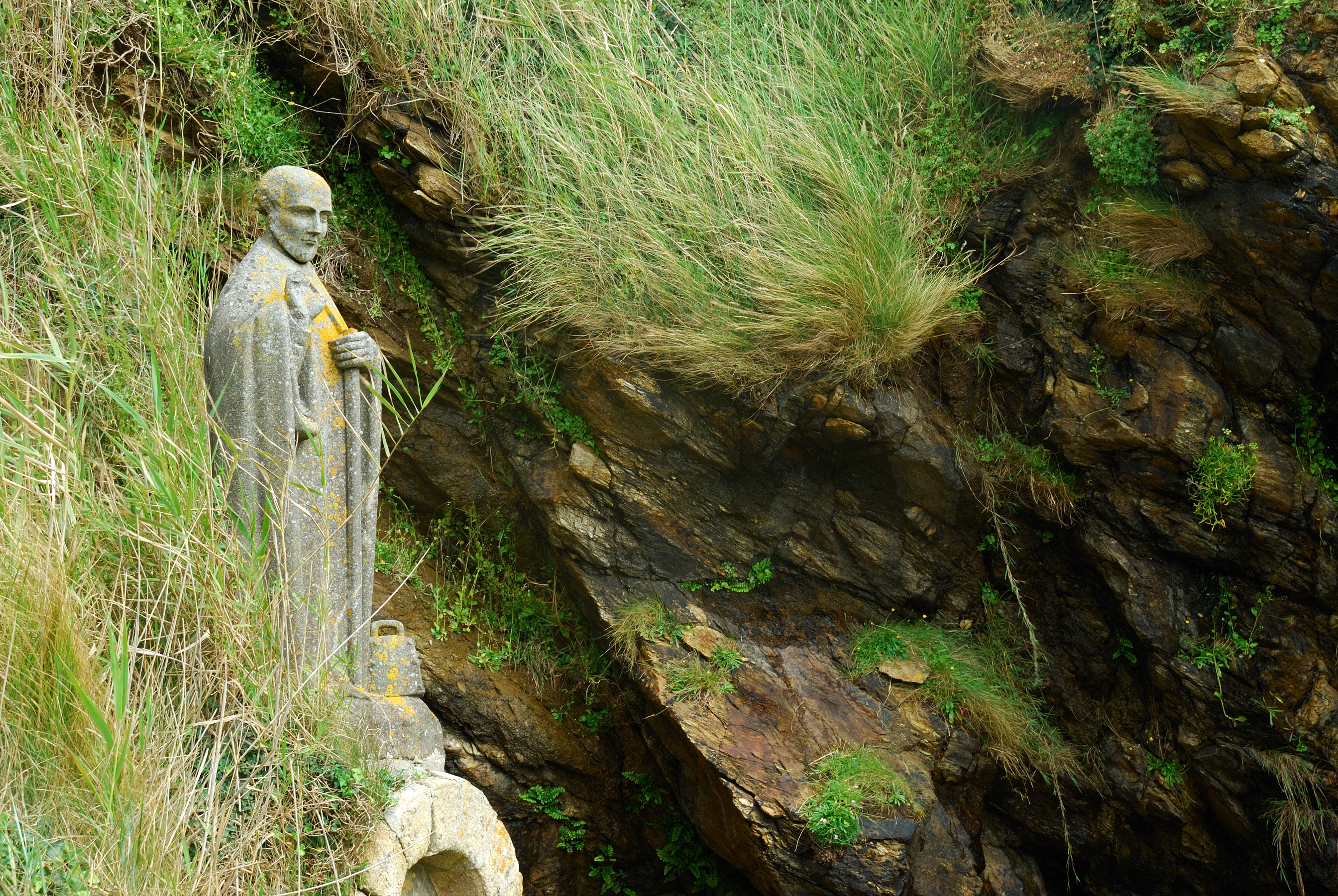
Statua di san Gildas, Saint-Gildas-de-Rhuys.

In origine, dal VI al X secolo, vi era un'abbazia bretone, fondata, secondo la leggenda agiografica, intorno al 538 da san Gildas che l'avrebbe diretta fino alla sua morte nel 565.
La versione armoricana della biografia del santo riporta che, andato in Armorica per trascorrere la vecchiaia,  sarebbe stato invitato da re Waroch I a riformare un monastero "apud Mons Ruvisium" (si tratterebbe appunto dell'abbazia), un promontorio che chiude da sud l’insenatura su cui si affaccia la città di Vannes.
È più probabile che l'abbazia sia stata fondata da monaci che possedevano (o pretendevano di avere) le sue reliquie. La fondazione di questa abbazia non ha lasciato quasi traccia né negli archivi, rari per questo periodo, né nelle cronache. Nessun scavo archeologico serio ha studiato il sito.
Tre fatti sostengono che l'abazia venne fondata prima del X secolo: per prima cosa, dei monaci in fuga dai Normanni intorno al 919 ottennero protezione e si stabilirono vicino al castello di Raoul, il principe de Déols (oggi Châteauroux), e fondarono lì un'abbazia di dedicata a san Gildas e affermarono di provenire da Rhuys. In secondo luogo i monaci che provenivano dall'abbazia di Fleury nel 1008 sostenevano sempre di aver trovato a Rhuys le rovine di una precedente abbazia dedicata a san Gildas. Infine, ci è pervenuto un documento, l'inventario dei libri di questa prima abbazia: si tratta di un rotolo, che risale probabilmente al X secolo, che è conservato nella biblioteca di Sainte-Geneviève a Parigi; questo contiene un elenco di libri i cui ultimi autori sono contemporanei alla partenza dei monaci dalla Bretagna intorno al 920. In questo elenco stati a lungo annotati un Textum Gildasii, un vangelo di Gildas e due antifonari (libri di canti) descritti come bretoni.
La regola benedettina venne adottata nell'818.

### Secondo periodo

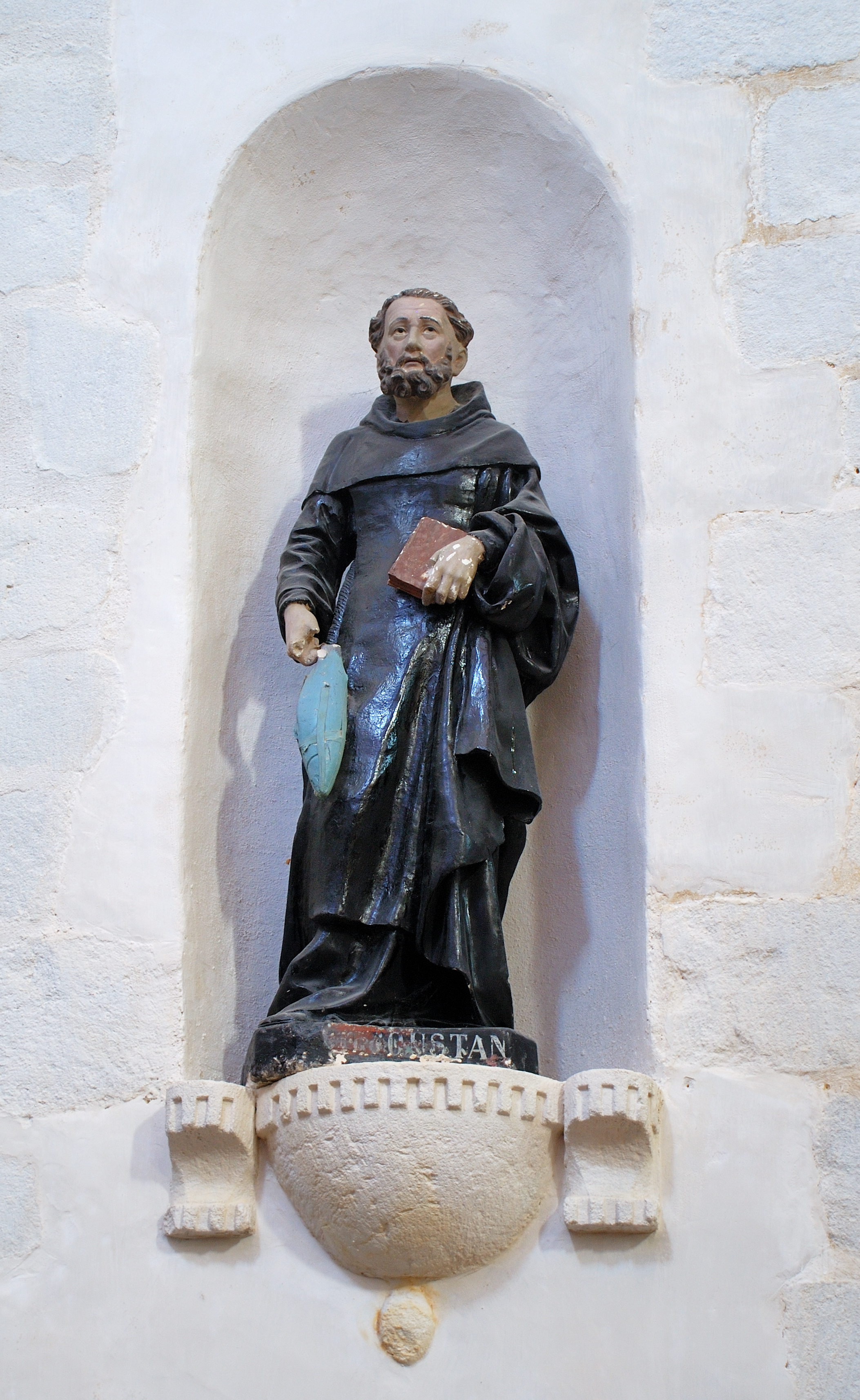
San Gustavo di Rhuys, abbazia di Saint-Gildas-de-Rhuys.

Il secondo periodo si estende dal 1008 alla fine del XV secolo. È noto soprattutto per la chiesa romanica, le sue tombe, alcuni archivi salvati dalla distruzione e varie testimonianze.
Il monastero fu restaurato dal 1008 su richiesta del duca di Bretagna Goffredo I. Un gruppo di monaci dell'abbazia di Fleury (oggi nel Loiret), guidato da un bretone, san Felice di Rhuys († 1038), eleva o ricostruisce completamente gli edifici. Si discute davvero se il nuovo monastero sia stato costruito esattamente sul sito di quello precedente.
L'XI secolo è caratterizzato dalla presenza di altri santi, prima san Gustavo di Rhuys, poi un abate poco conosciuto, san Rioc. L'abate Vitale sembra essere, secondo Ferdinand Lot, l'autore della Vita di san Gildas, che scrisse intorno al 1060. L'abbazia sviluppò quindi il culto di san Gildas e di altri santi ad esso collegati, come san Colombano di Bobbio, santa Brigida e sant'Armel. Esso detenne l'importante priorato di Saint-Sauveur a Locminé. Presto il monastero poté contare su una ventina di priorati.

#### Il passaggio di Abelardo
Poco dopo il 1100, sotto il regno di Conan III di Bretagna, l'abbazia sembrava mancare di risorse. I monaci cercano quindi un abate potente e riconosciuto in grado di aiutarli.
Nel 1125 nominarono abate Pietro Abelardo, famoso in alcuni ambienti, in particolare come fondatore della Scolastica, ma anche odiato da altri per alcune delle sue sfide ai dogmi affermati. Non riuscirà a risollevare l'abbazia. Abelardo spiega in una lettera (in latino) che non venne volontariamente in Bretagna, ma per fuggire dai conflitti. Descrisse i monaci che doveva dirigere come poveri e vittime di un signorotto locale, ma erano anche molto indisciplinati. Si preoccupa ed è indignato in particolare per il loro modo di vivere, poco legato alla loro funzione monastica: questi monaci, secondo Abelardo, trascorrevano più tempo a caccia e ad attività fisiche che a pregare e elevare il proprio spirito:
«Le porte dell'abbazia erano decorate solo con zampe di gallina, orsi e cinghiali, trofei insanguinati della loro caccia. I monaci si svegliavano solo al suono del corno e dei segugi che abbaiano. Erano crudeli e sfrenate nella loro licenza.» Abelardo sostenne che questi monaci avevano «abitudini di vita sfrenati e ribelli in ogni occasione [...] I monaci mi infastidivano di continuo con le loro necessità quotidiane, ma la comunità non possedeva nulla che io potessi distribuire, e ciascuno di loro doveva tirar fuori dalla sua vecchia borsa i soldi necessari per mantenere sé stesso, le sue concubine, e i figli e le sue figlie. Godevano nel vedermi preoccupato per questa situazione e non esitavano a rubare e a portar via tutto quello che potevano, in modo che quando non fossi riuscito a far quadrare i conti dell'amministrazione mi trovassi costretto ad essere meno rigoroso [nell'applicazione della regola monastica] o ad andarmene. Del resto il paese era talmente selvaggio e i suoi abitanti talmente lontani da qualsiasi forma di diritto o di civiltà che non c'era davvero nessuno su cui potessi contare anche perché non era concepibile che io potessi scendere a compromessi con qualcuno.» Pietro Abelardo, sotto la pressione degli stessi monaci che, secondo lui, non accettavano la disciplina monastica, temendo per la sua vita (i monaci avevano versato del veleno nel calice della messa e questi avevano assoldato dei sicari per assassinarlo mentre faceva visita ad un malato a Nantes), dovette infine fuggire nel 1133. A sua memoria rimane il nome di una stradina di Saint-Gildas.
Non è noto se la chiesa abbaziale sia mai stata completata. Ma in seguito l'abbazia approfittò della presenza dei duchi di Bretagna nel vicino castello di Suscinio.
Nel 1189 la duchessa Costanza di Bretagna frequentò un ufficio e fece una donazione all'abbazia. I figli dei duchi morti a Suscinio sono sepolti nell'abbazia. Ma le lacune storiche rimangono numerose, a causa della distruzione o della dispersione degli archivi dell'abbazia durante la guerra dei cent'anni.

### Terzo periodo

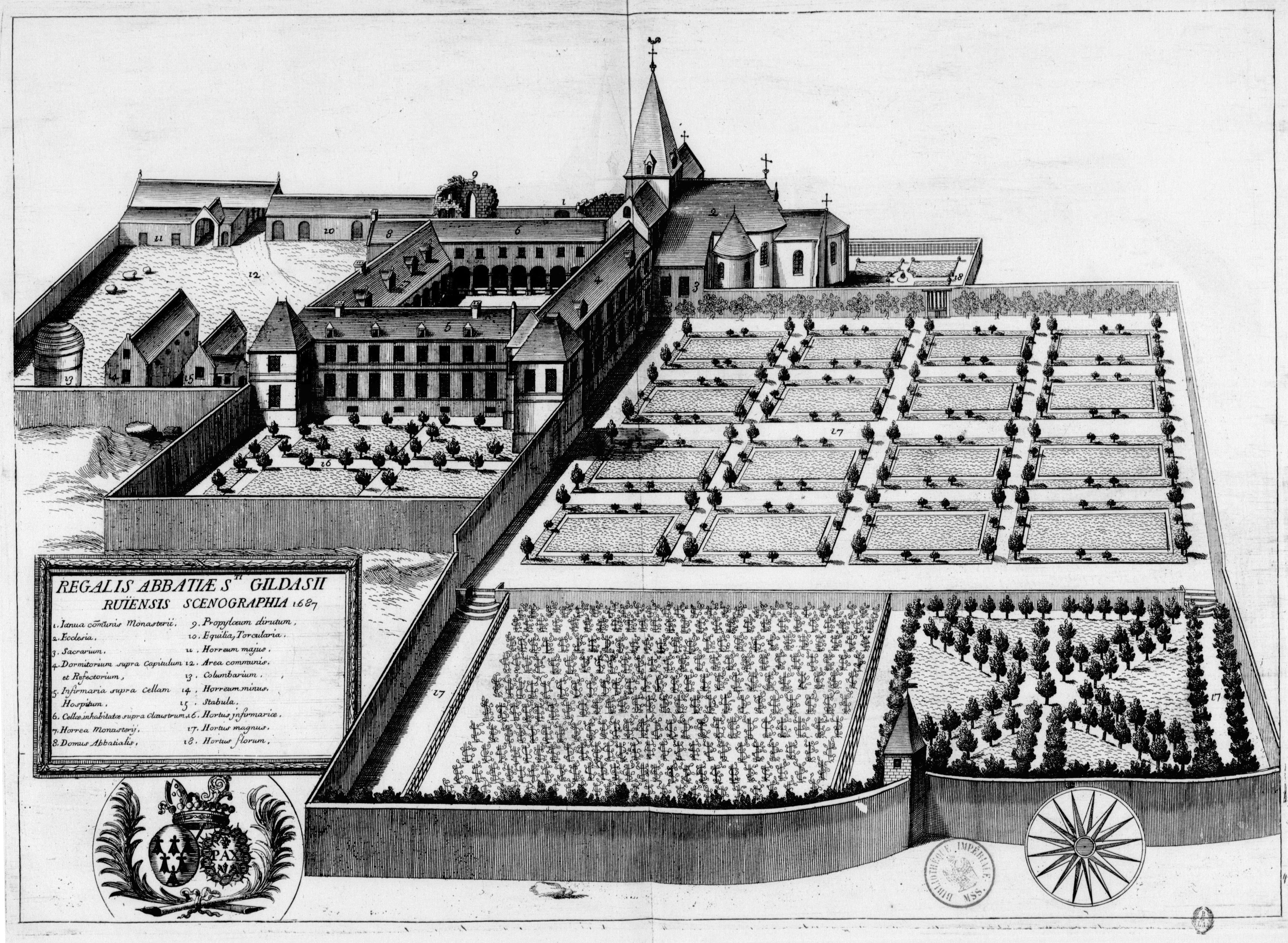
Incisione XVII secolo.

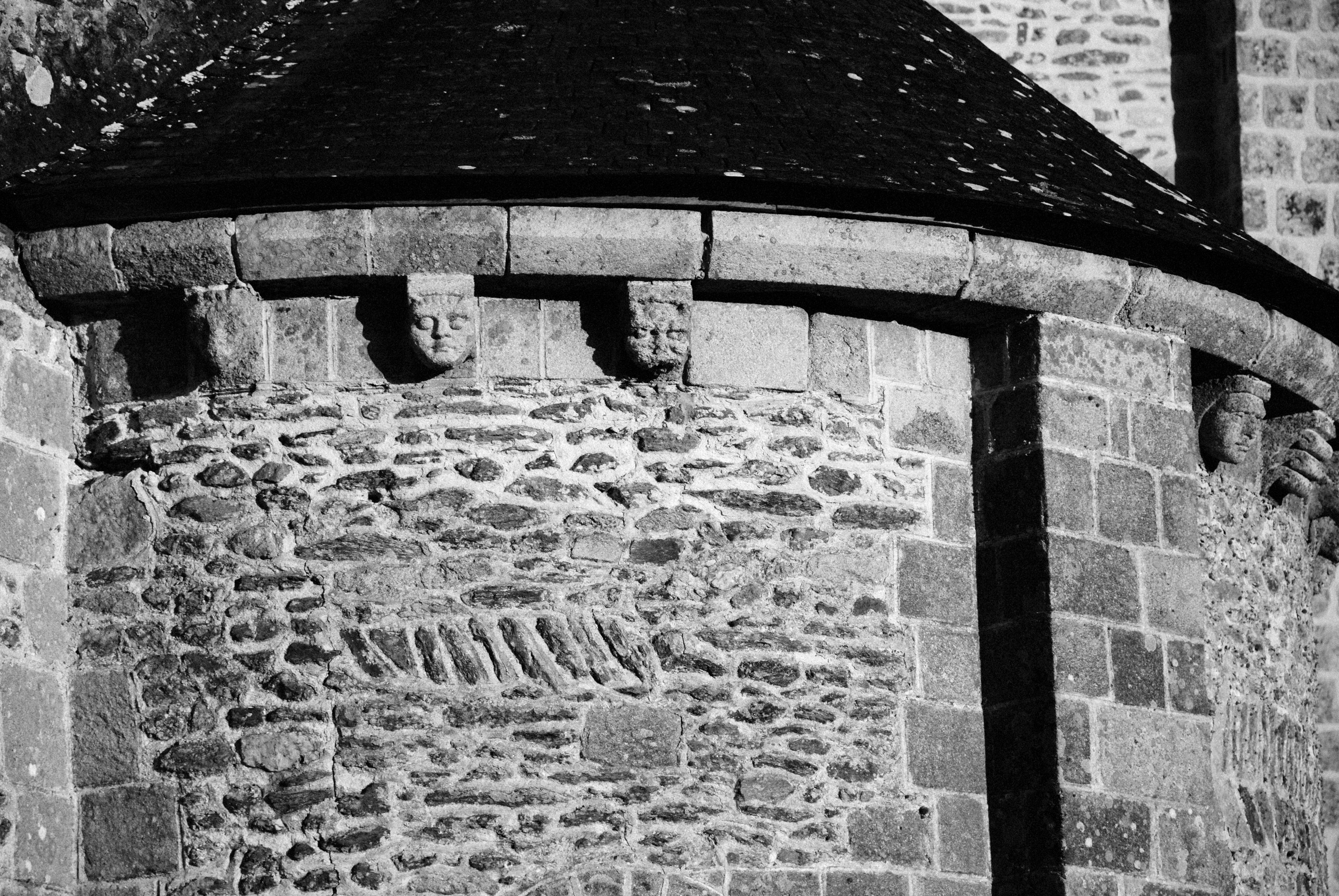
Cornice con modiglioni e contrafforti in grande apparecchio di granito a livello di una cappella absidale.

Dalla fine del XV secolo alla rivoluzione francese, gli archivi dell'abbazia furono quasi interamente conservati. All'inizio del XVI secolo, il'abbazia venne affidata In commendam e questa si ritrova rapidamente mal tenuta, cadendo in rovina. L'11 settembre 1629, lettere patenti registrano i beni delle abbazie di Déols, Saint-Gildas di Rhuys e il priorato di Grammont che sono collegati al dominio del ducato-paria di Châteauroux. L'abbazia fu rilevata dalla Congregazione di San Mauro nel 1649. Nel 1668 un fulmine colpì il campanile che, nella sua caduta, provocò il crollo della navata della chiesa abbaziale. La ricostruzione fu intrapresa, a partire dal 1699, dall'architetto Vannes Olivier Delourme. La navata venne costruita in stile neoclassico, mentre la torre venne trasferita alla facciata occidentale, per venire completata nel 1705.
Durante la rivoluzione i monaci furono cacciati e gli edifici furono venduti come proprietà nazionale nel 1796. Furono acquistati nel 1804 da Marie-Luise di Lamoignon, fondatrice delle Suore della carità di San Luigi. L'abbazia ritrova così la sua vocazione religiosa e cenne nuovamente restaurata. Le suore ne fanno una scuola, quindi un orfanotrofio.
La chiesa abbaziale fu restaurata dal Service des Monuments Historiques dal 1883 al 1891.

## L'abbazia nel XXI secolo
Intorno al 1960 le suore della carità di San Luigi ne fecero uno stabilimento specializzato per disabili. Questi ultimi vennero trasferiti a Vannes nel 1993, e le suore rinnovarono e ampliarono gli edifici per sviluppare una parte alberghiera, rispondendo in tal modo alla nuova vocazione dell'abbazia, destinata ad essere un centro culturale e spirituale.

## Architettura e mobili della chiesa abbaziale
L'attuale chiesa conserva ancora splendidi elementi dell'abbazia romanica (coro, transetto settentrionale, trentadue capitelli con decorazioni geometriche e numerose tombe).
La parte più antica è il transetto settentrionale, risalente all'XI secolo, grande volume spogliato coperto da un quadro il cui apparato presenta linee di opus spicatum. La sua abside fu ricostruita nel 1885. Troviamo la stessa attrezzatura nelle parti inferiori dell'abside fino alla nascita delle finestre. È stato completamente ricostruito nei primi anni del XII secolo sulla base del precedente edificio nell'XI secolo, mantenendo la pianta del terreno e riempiendo parte dei capitelli per la rotonda dell'abside. Questi originariamente avevano una discrepanza di regolazione con le colonne, come mostrato in una foto scattata prima dei restauri.
Il coro è composto da due baie diritte i cui archi semicircolari sono accolti su cataste cruciformi e una rotonda scandita da cinque colonne collegate da archi rialzati sormontati da sette archi ciechi. È circondato da un deambulatorio a volta, con due campate diritte e tre cappelle radianti. Fu fedelmente restaurato nel XIX secolo.
Per la loro sobrietà, la navata e l'incrocio del transetto neoclassico si armonizzano bene con le restanti parti romaniche. La navata è coperta da una volta a botte. Sostituisce l'antica navata romanica la cui disposizione è nota per descrizioni. Aveva sei campate delimitate da colonne con capitelli scolpiti ed era coperto da una struttura. Le navate laterali erano arcuate. Era preceduto da un nartece di due campate. L'incrocio del transetto era sormontata da una torre quadrata.
I capitelli romani, alcuni ancora presenti, altri depositati, presentano per lo più variazioni sul modello corinzio con tre registri con motivi vegetali molto stilizzati. Uno dei capitelli, probabilmente della navata centrale, è scolpito con leoni di fronte, con due teste laterali e una testa comune. All'esterno, il cornicione degli absidioli è supportato da modiglioni scolpiti (teste umane e animali).
Dietro l'altare maggiore, la tomba di san Gildas «è problematica, ma si possono considerare autentici i bifacciali degli abati Felice e Rioc posti in due loculi del crocevia nord e anche, molto vicino, quello di san Goustan».
La monumentale pala d'altare della croce meridionale risale al primo terzo del XVII secolo e: adornava l'abside da cui fu rimosso nel 1880 quando il servizio di monumenti storici volle esaltare il carattere romanico dell'edificio.
Infine il tesoro dell'abbazia, salvato durante la rivoluzione dal rettore Le Duin, la cui tomba è ancora nel cimitero di Saint-Gildas, è uno dei tesori reliquiari più importanti della Bretagna: conservato in sacrestia, include una cassa per le reliquie di rame in legno del XIV secolo, un altro in argento del XV secolo, la testa-reliquiario in argento di san Gildas del XVI secolo, reliquiari a forma di arti in argento e vermeil (conterrebbero, secondo la tradizione un braccio, un ginocchio e una gamba di san Gildas), un calice in oro del XVI secolo, una mitra di seta ricamata in oro e argento (attribuito dalla tradizione ad Abelardo, risale in realtà al XVI secolo), una croce processionale in argento del XVIII secolo, ecc.

## Galleria d'immagini
Esterno

Esterno del monastero
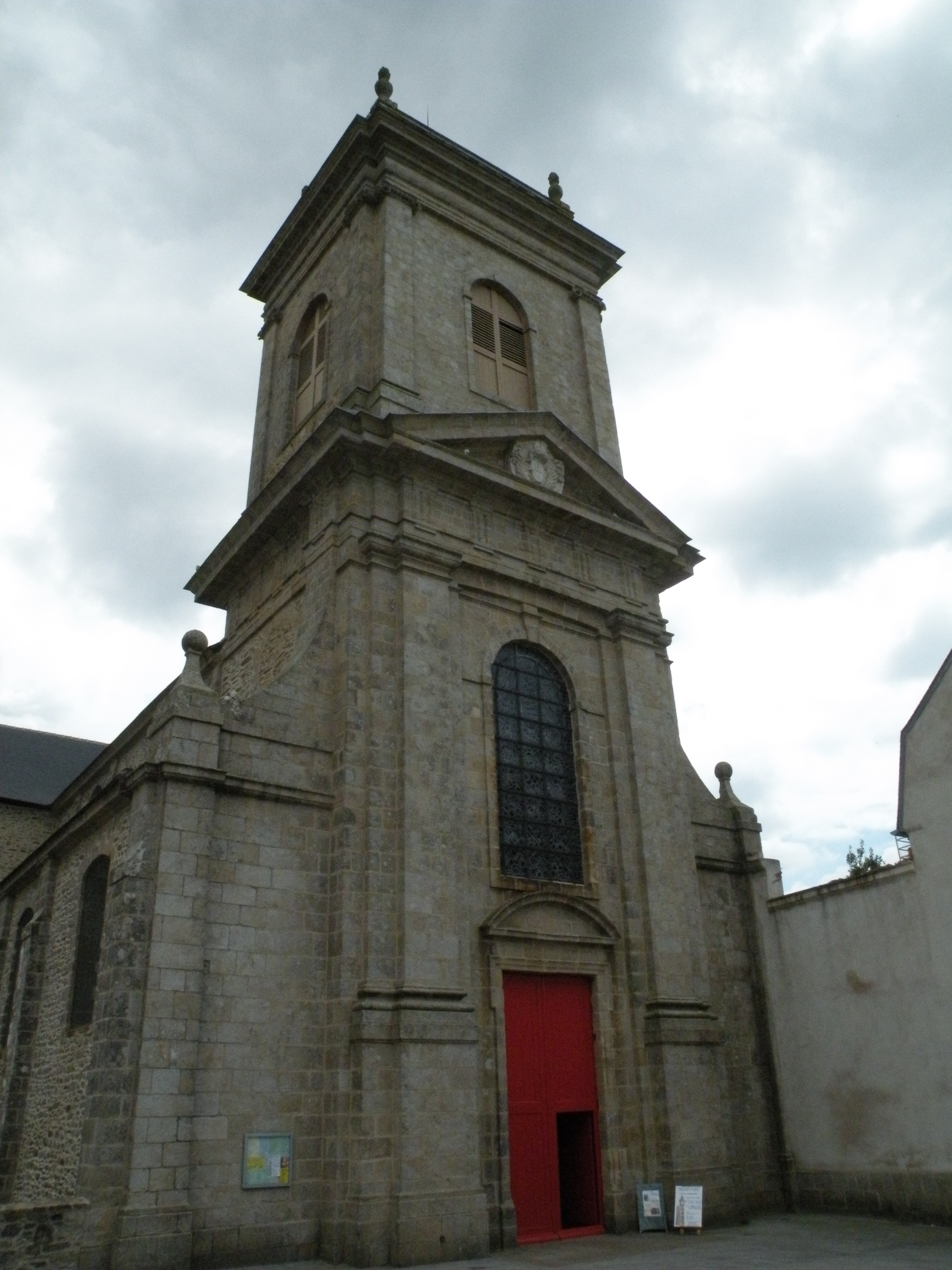
Il campanile in una torre-portico quadrata che riutilizza sicuramente elementi di un nartece le cui fondamenta erano ancora visibili in passato.
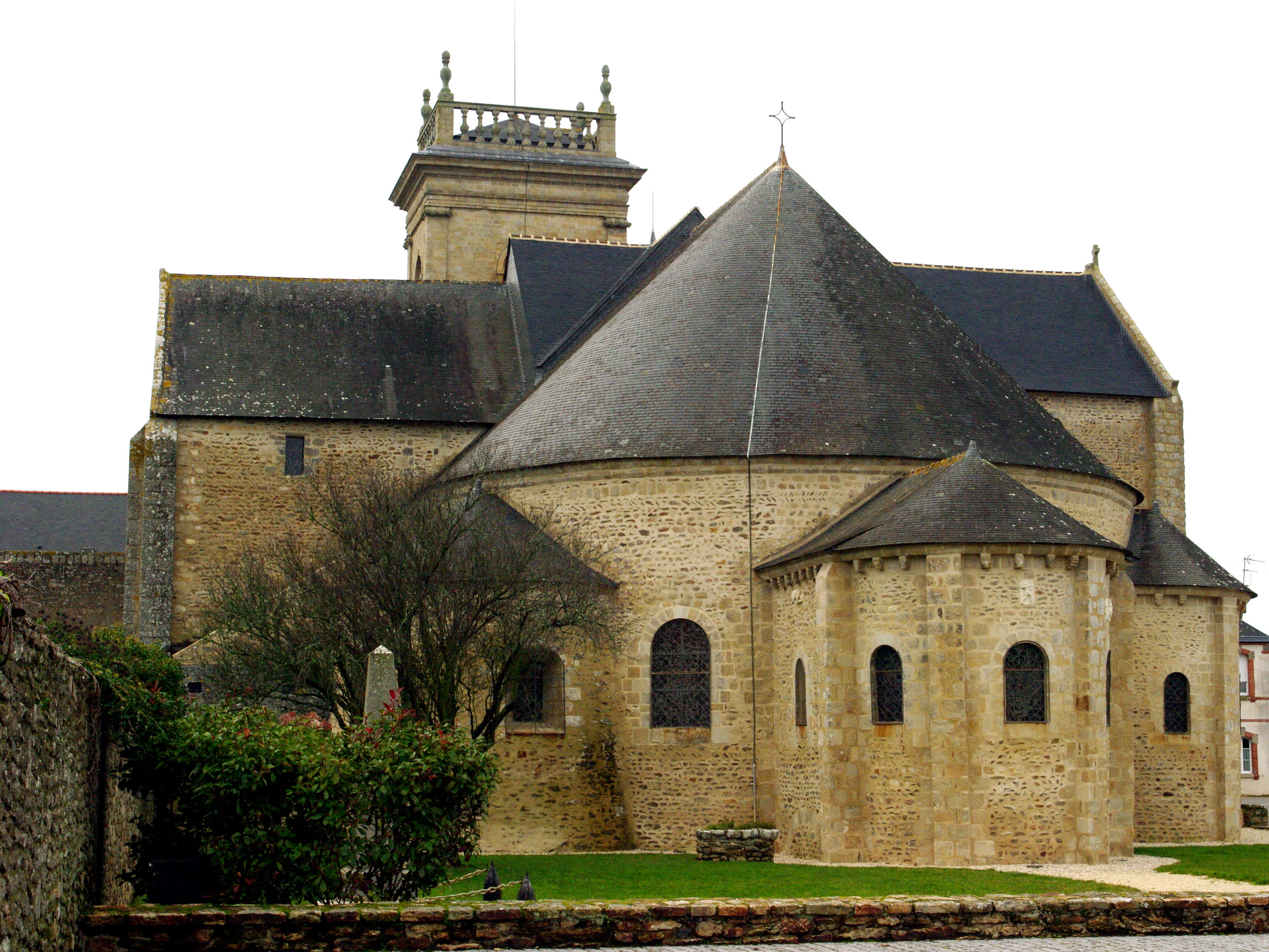
Veduta dell'abside e delle tre cappelle absidali nella semi-cupola e, sullo sfondo, il campanile-portico coronato da una balaustra.

Interno

Interno del monastero
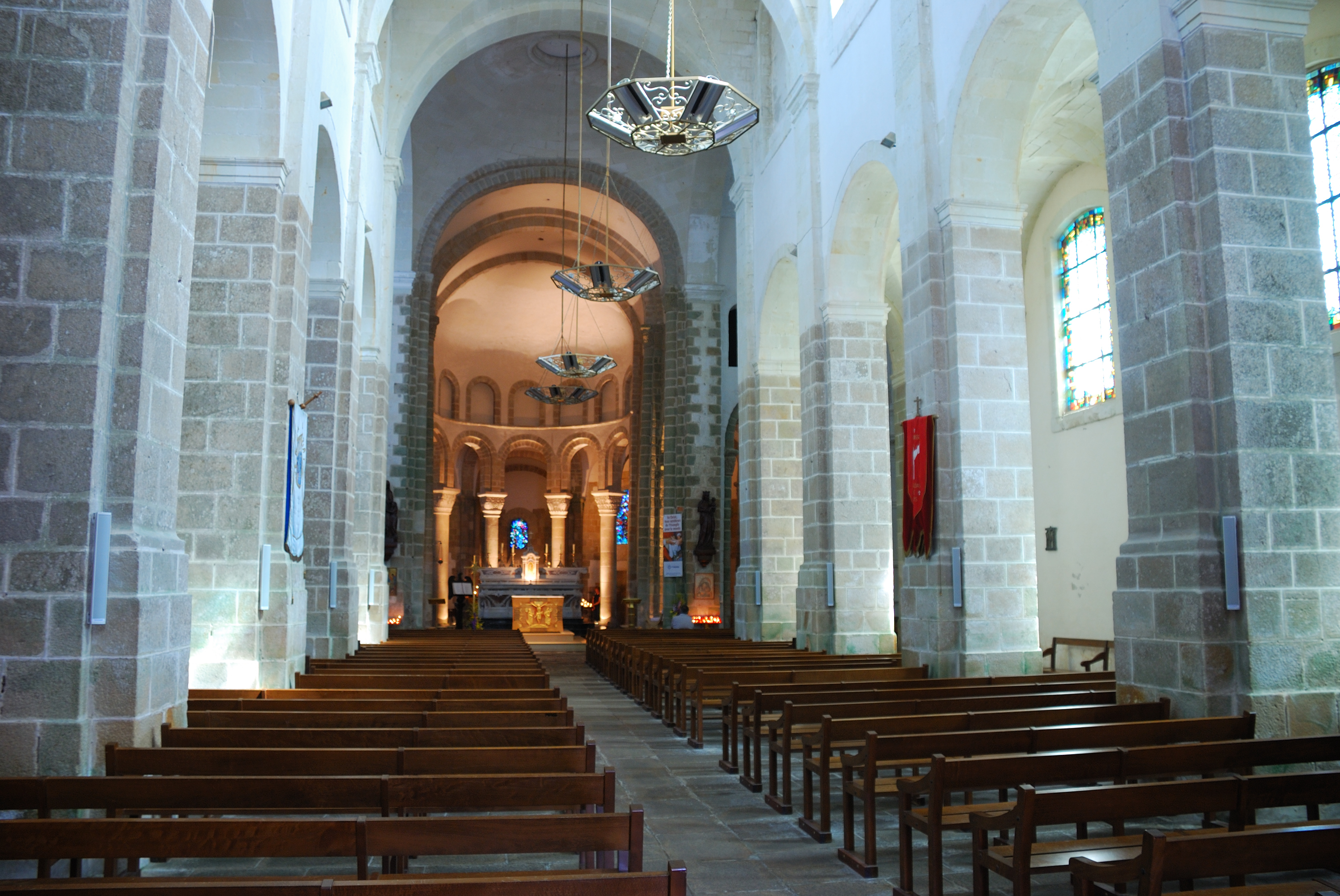
La navata centrale a quattro campate e le sue navate laterali sono state ricostruite nel XVIII secolo.
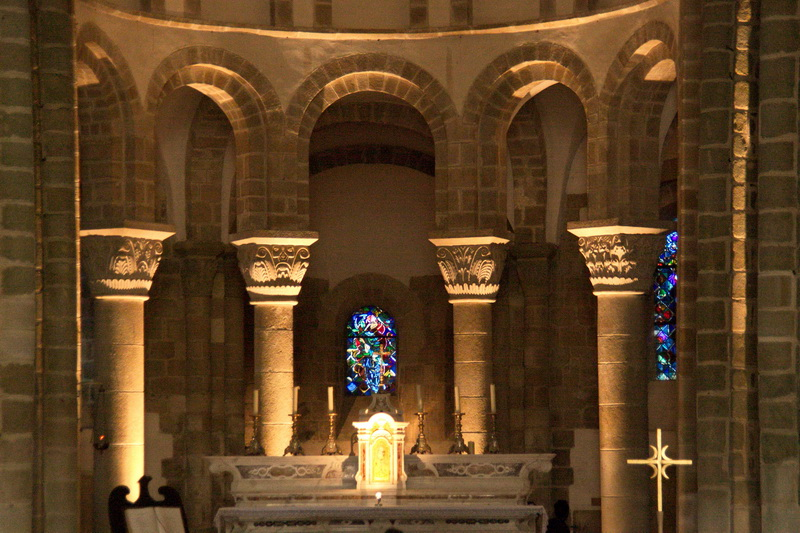
Il coro dell'XI secolo.
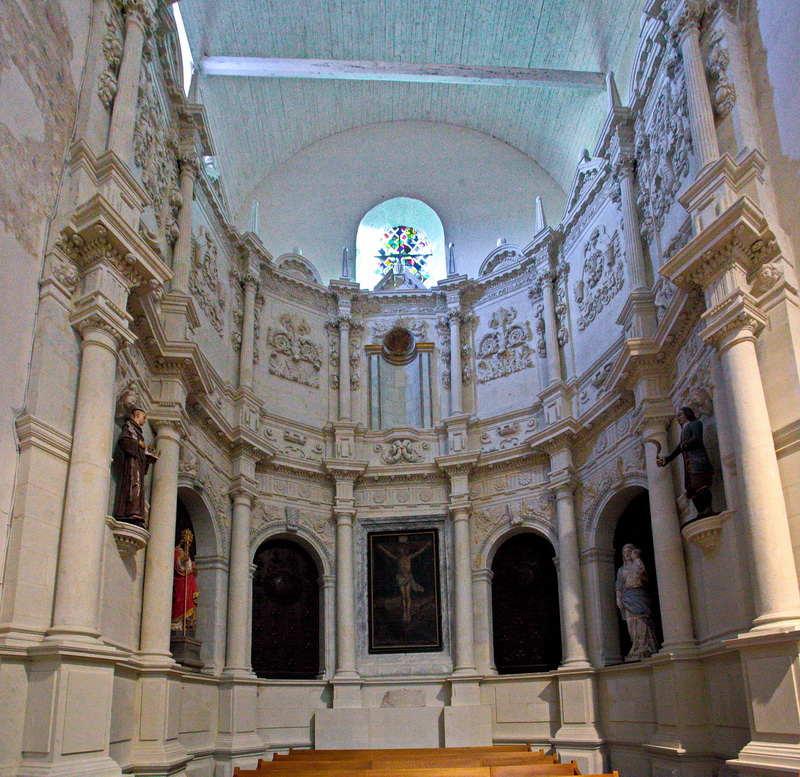
Nella traversa meridionale, una pala d'altare che sovrappone un pavimento dorico e ionico, il cui vigore prefigura lo stile barocco.

Sepolture

Tombe nel monastero
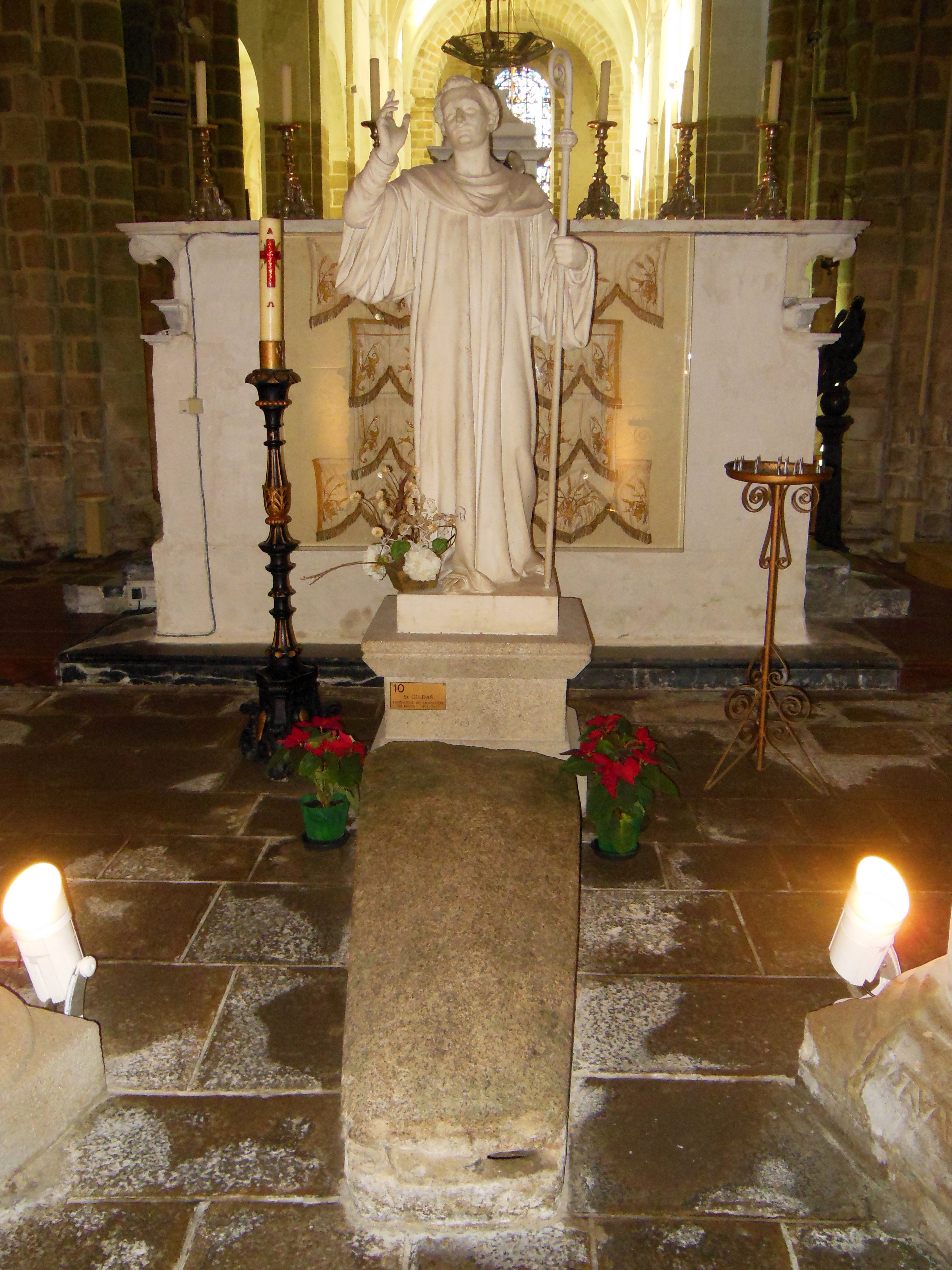
Statua e sarcofago di san Gildas.
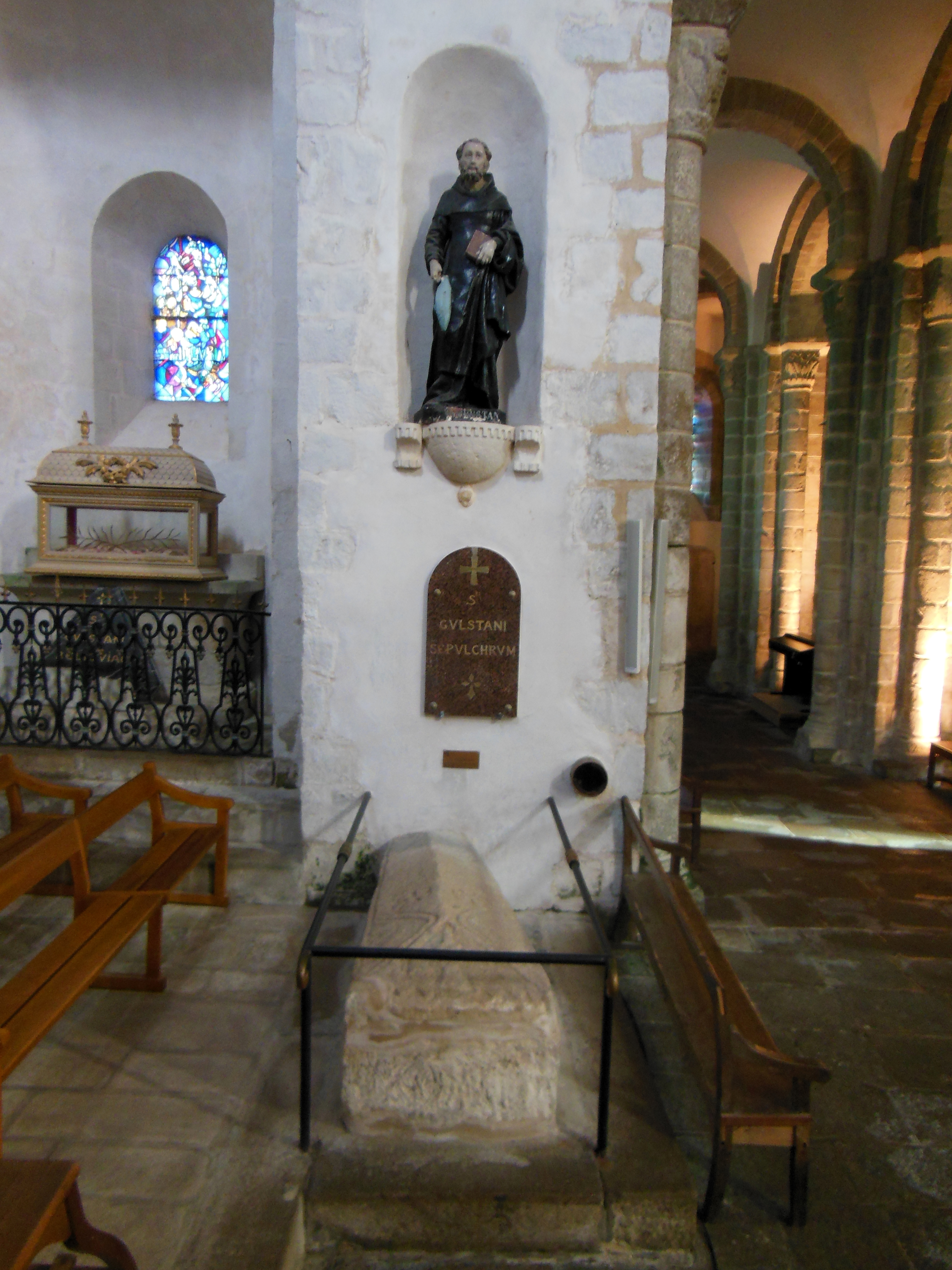
Statua e sarcofago di san Goustan.
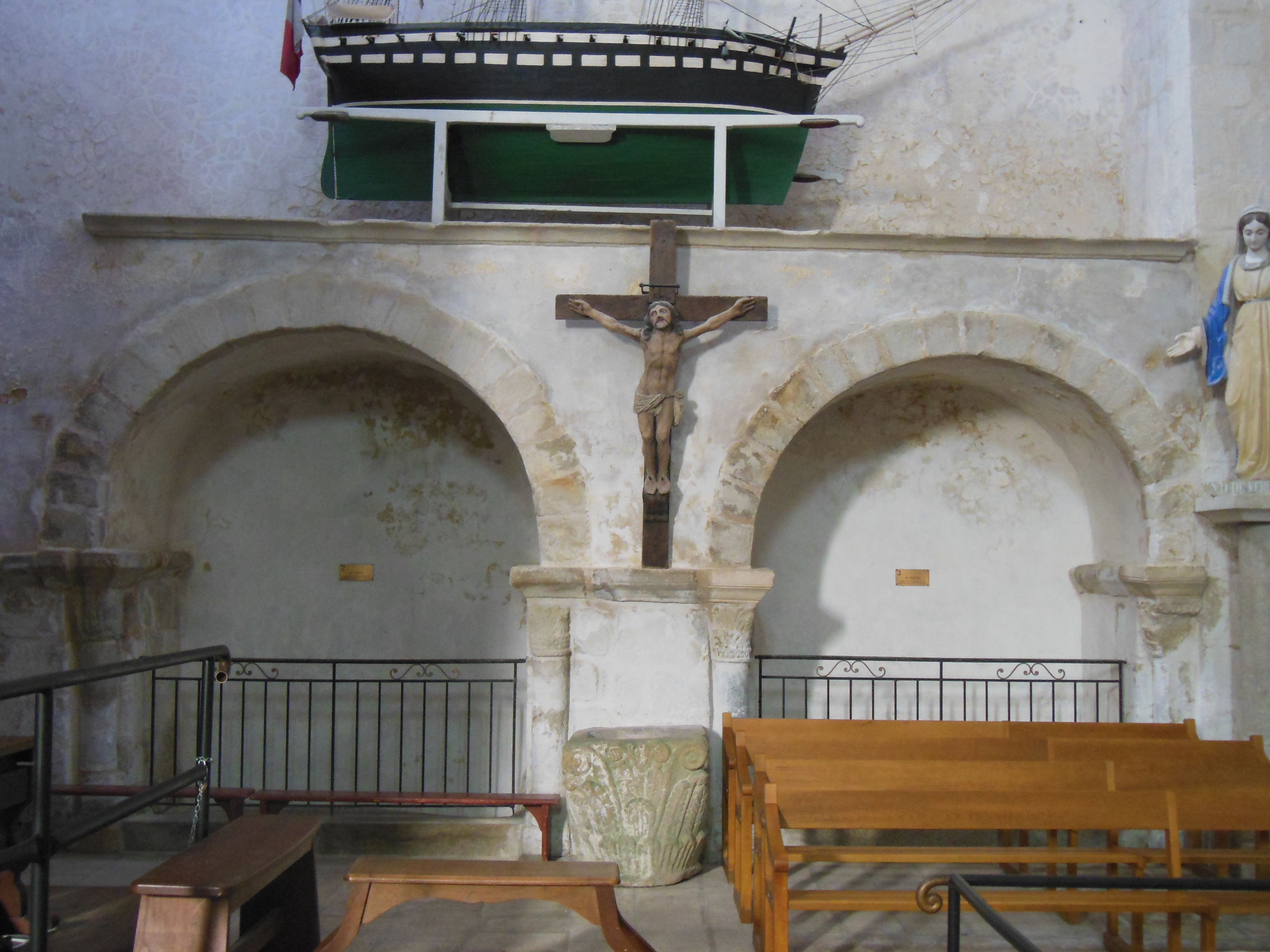
Enfeu di san Rioc (a sinistra nella foto) e san Felice di Rhuys (a destra).

## Elenco degli abati

### Abati regolari
- San Gildas il Saggo (565-570)
- Daioc (920)
- Felice di Rhuyns (1008-1038)
- Vitale (1069)
- Raoul (1085)
- Fraval (1092)
- Giacomo  (?)
- Pietro Abelardo (1125-1133). Nel 1132 vi scrisse la sua Historia Calamitatum Mearum
- Guglielmo I (1142)
- Guéthenoc Judelet (1161-1164)
- Tanguy (?)
- Hervé (1218-1230)
- Riwald (1231)
- Pietro II (1257-1259)
- Eon (1259-1281)
- Alain (1281-1306)
- Pietro III (1313)
- N... (1341)
- Giovanni I le Bart (1357)
- Laurent Blondel (1358)
- Giglielmo II (?)
- Pietro IV (1383)
- Olivier I il Predicatore (1387-1389)
- Guglielmo II di Moncontour (1413-1429)
- Olivier II (1429)
- Pietro IV (1429-1439)
- Giovanni di Kermern (1441)
- Yves (1446)
- Enrico (1456-1457)
- Pietro V di Brignac (1476-1505)

### Abati commendatari
- Robert Guibé (1506-1513)
- André Hamon (1513-1526)
- Giovanni III de la Motte (1528-1537)
- Giovanni IV Danielo (1537-1540)
- Filippo Monti (1540-1552)
- Giovanni V Stuart (1552)
- Giovanni VI di Quifistre (1564-1575)
- Giovanni Battista di Gardaigne (1580-1592)
- Guglielmo IV d’Avancon (1592-1598)
- Costantino Chevalier (1599-1607)
- Guiglielmo V de Montigny (1608-1616)
- Carlo di Clermont-Thoury (1616-1626)
- Enrico di Bruc (1626-1637)
- Michele Ferrand (1637-1676)
- Giacomo Bertot (1678-1681)
- Enrico Emile di Roquette (1699)
- Jean Joseph de Villeneuve (1725-1772)

## Proprietà
Parrocchie
- Ambon, donato dal vescovo di Vannes alla fine XI secolo o all'inizio del XII secolo;

Priorati
- Priorato di Ambon, istituito dopo la donazione della parrocchia da parte del vescovo di Vannes. Il priore agì come rettore della parrocchia da cui riceveva la decima, ad eccezione del distretto di Moustéro Saint-Gildas, riservato all'abate. Divenne una commenda nel XVI secolo, i priori non diedero più nulla all'abbazia, e quest'ultima decise di cedere questo priorato al collegio gesuita di Vannes, per un affitto fisso di 100 livres all'anno (Bulle del 14 dicembre 1691), e con lettere patenti del re il 15 marzo 1695. Il convento e i suoi purpris furono venduti come proprietà nazionale a François Martin, falegname di Vannes per la somma di 2400 livres;
- Priorato di Arz;
- Priorato di Auray;
- Priorato di Baud;
- Priorato di Bieuzy o Blavet;
- Priorato di Bourgerel;
- Priorato di Caudan;
- Il priorato di Coëtlan divenne priorato di Saint-Pabu, distrutto da Giovanni I di Bretagna che voleva annettere le terre di questo priorato a quelli del suo castello di Suscinio;
- Priorato di Gavre;
- Priorato di Saint-Guen;
- Priorato dell'Hézo;
- Priorato di Saint-Nicolas di Josselin;
- Priorato di Lauglenec (Le Tour-du-Parc), venduto nel 1793 e oggi scomparso;
- Priorato di Lochrist;
- Priorato Saint-Sauveur di Locminé;
- Priorato di Lauglenec;
- Priorato di Mesquer;
- Priorato di Quiberon;
- Priorato di Rieux;
- Priorato di Taupont.

 Terre a: 
- Saint-Armel;
- Hézo;
- Kerné, località di Ambon, oltre a una fattoria e vari appezzamenti di terra. Venduto il 14 dicembre 1793 all'asta per la somma di 7 600 livres;

Mulini
- Mulino a vento ad Ambon;

Diritti signorili
- Affitti feudali e giurisdizione secolare sugli abitanti di Ambon. Alla partenza dei monaci, il priore conservò il titolo di rettore e la decima, ad eccezione di un terzo che diede al sacerdote responsabile della cura delle anime della parrocchia, nonché a quello casuale nel XVI secolo. Questo diritto andò perso e, nel 1703, desiderando che fosse riconosciuto di nuovo, il papa e il vescovo acquisirono la prescrizione.